# Maddie Pokorny
Madalyn (Maddie) Ann Pokorny (Saint Louis, 24 novembre 1996) è una calciatrice statunitense, attaccante del Racing Louisville.

## Carriera

### Club
Nel giugno 2020 Pokorny coglie l'occasione per disputare il suo primo campionato estero, trasferendosi in Europa, al HB Køge, squadra danese che aveva appena ottenuto la promozione in Elitedivisionen, massimo livello del campionato nazionale di categoria, avallando il progetto del club prolungando di due anni già in agosto il suo contratto, valido fino al 2022. Da quando si è unita al club, il tecnico Peer Lisdorf fa scendere in campo Pokorny da titolare fissa della prima squadra, fiducia ricambiata dalla sua capacità realizzativa che la rende, per la stagione 2020-2021, la seconda migliore marcatrice della squadra dietro l'irlandese Kyra Carusa. Grazie alle sue prestazioni espresse, quella stessa stagione viene inoltre eletta giocatrice del mese di ottobre 2020 nella Gjensidige Kvindeligaen, condividendo al termine della stessa con le compagne la conquista del primo titolo di Campione di Danimarca, interrompendo l'egemonia di Brøndby e Fortuna Hjørring che si erano spartiti per anni la vetta della classifica, assicurandosi il campionato nell'ultimo turno con una vittoria per 3-1 sul Brøndby.
Il successo le garantisce anche l'accesso per la prima volta alla UEFA Women's Champions League per l'edizione 2021-2022, che affronta con le compagne sotto la guida del nuovo tecnico Søren Randa-Boldt, già responsabile, oltre che della Under-23, della nazionale danese femminile Under-19 da lungo tempo in carica, dopo che Lisdorf ha annunciato la sua partenza dal club già nell'aprile 2021 Nella prima stagione di UWCL, la squadra si è qualificata direttamente al secondo turno di qualificazione del torneo grazie al piazzamento della Danimarca nella lista dei coefficienti UEFA. In quell'occasione la squadra ha sconfitto in modo convincente le campionesse ceche dello Sparta Praga, 1-0 in trasferta all'andata e 2-0 al ritorno. A partire dall'autunno 2021, la squadra, inserita nel gruppo C della fase a gironi, deve affrontare un girone particolarmente impegnativo, trovando come avversarie le campionesse spagnole nonché campionesse in carica della Champions League, il Barcellona, le terze classificate nel campionato inglese dell'Arsenal e nel campionato tedesco dell'Hoffenheim.. L'impegno si conferma proibitivo, con le sfidanti che vincono tutti i sei incontri lasciando l'KB Køge in fondo alla classifica con 0 punti, 2 sole reti siglate e ben 22 subite, eliminando di conseguenza la squadra danese dal torneo. In quell'occasione Pokorny sigla l'unica rete nella pesante sconfitta casalinga per 5-1 con l'Arsenal alla 3ª giornata.

## Palmarès

### Club
- Campionato danese: 2

HB Køge: 2020-2021, 2021-2022